# راندي لوغان
راندي لوغان (بالإنجليزية: Randy Logan)‏ هو لاعب كرة قدم أمريكية أمريكي، ولد في 1 مايو 1951 في ديترويت في الولايات المتحدة.

## وصلات خارجية
- راندي لوغان على موقع مرجع كرة القدم المحترفة.كوم (الإنجليزية)